# لغة سمألية
اللغة السمألية هي لغة سامية مُندثرة كان يُتحدث بها في سمأل في محافظة عنتاب جنوب جمهورية تركيا الحديثة، حوالي 220 كيلومترًا شمال شرق مدينة أوگاريت، تم التعرف عليها من خلال ثلاثة نقوش، اثنين منهما اُكتشفا في في نهاية القرن التاسع عشر ويُعرفان باسم نقوش پاناموّا (بالإنجليزية: Panamuwa)‏، وواحدة اُكتشفت في 2008 وتعرف باسم نقش كاتوموّا (بالإنجليزية: Katumuwa)‏. بسبب ندرة النصوص، لا يمكن معرفة الكثير حول اللغة، ولكنها تصنف عادة ضمن فرع خاص بها ضمن اللغات السامية الشمالية الغربية.